# Кориолисова илузија
Кориолисова илузија је појава неправилног, нетачног опажања предмета или појава, изазвано физичким, физиолошким или психолошким узроцима који у току извршавања летачких задатака делују на чула пилота и изазивају погрешно (нетачно), препознавање објективне стварности. Насаје као последица истовремене стимулацију два полукружна канала и повезано је са изненадним нагињањем (напред или уназад) главе пилота док се летелица окреће.
Ова илузија се може десити и код нагињања главе надоле (када пилот гледа у  табелу или или пише на подлози која је на његовим коленима), нагињања главе нагоре (када пилот гледа у инструменте или прекидач изнад главе) или код померања главе у страну. 
Ова илизија може да произведе неодољив осећај да се авион котрља, нагиње и скаче у исто време, што се може упоредити са осећајем котрљања низ падину. Ова илузија може довести и до тога да пилот брзо постане дезоријентисан и изгуби контролу над авионом.

## Основне информације
Кориолисова илузију или кориолисов ефекат узрокован је кориолисовом силом, која се јавља у једначинама кретања у ротирајућем координатном систему. Понекад ову силу зову и привидна сила (или псеудо сила), зато што се не манифестује када се посматра кретање унутар координатног система. Без обзира на одабрани модел координатног система, кретање је увек исто. Унутар координатног система, стварна сила деловања, заједно са унутрашњом силом, је довољна да објасни кретање.
Кориолисову силу је открио Гаспард-Густав де Кориолис 1832. године. До краја деветнаестог века, Кориолисова сила је постала уобичајена фраза у метеоролошкој литератури. Кориолисова сила је класификована као фиктивна сила која се примењује на објекте који су у ротацији.
Када се примени на перцепцију, ово се дешава када се глава особе помери из положаја мировања током окретања. Ако се појединци окрећу улево дуж своје Y-осе, а затим гурају главу напред, то ће њихове главе избацити из поравнања и учинити их подложним Кориолисовој сили и резултујућем ефекту. Манифестација овог ефекта  појединци če осећати као да им се глава нагиње улево. Ово може изазвати мучнину, дезоријентацију током кретања. Ови осећаји нелагодности настају у телу када се сигнали које шаљу вестибуларни систем и визуелни систем не слажу, или очи можда говоре телу да се неко не креће, али фино подешена чула вестибуларног система детектују и саопштавају телу супротно.
У психофизичкој перцепцији, кориолисов ефекат (који се назива и кориолисова илузија) је погрешна перцепција оријентације тела која изазвана мучнинину услед кориолисове силе. Овај ефекат настаје када се глава помера у супротном или сличном кретању заједно са телом током окретања, током кога ротација главе утиче на полукружне канале у уху што изазива осећај вртоглавице или мучнине пре него што се равнотежа успостави, односно пре него што се глава врати у стабилизовано стање.

### Вртоглавица при померању главе током ротације
У унутрашњем уху постоје три полукружна канала који су распоређени скоро управно један на други и који се користе за детекцију ротације главе у три просторна правца. Током (пасивне) ротације око Z-осе, побуђује се одговарајући Z-лучни канал (означен жуто на слици). Ако је глава сада ротирана око X-осе (покрет климањем), то се региструје одговарајућим H-лучним каналом (означен зелено на слици). Ова активна ротација главе истовремено помера Z-лучни канал из пасивне ротације и истовремено помера Y-лучни канал (означен црвено на слици).. Као резултат тога, Y-полукружни канал региструје ротацију која не одговара активној ротацији главе. То доводи до мање или више тешке вртоглавице. Ако недостаје и визуелна референца, врло је вероватно да ће код пилота доћи до просторне дезоријентације, јер пилот губи исправну перцепцију сопственог положаја тела и ваздухоплова којим управља у простору.

### Перцепција константне ротације
Полукружни канал личи на цев испуњену течношћу која у једној тачки има сензорне длачице које се склањају улево или удесно када се течност креће у полукружном каналу и тако региструје ротацију.
Када се окреће у смеру казаљке на сату, течност у полукружном каналу у почетку остаје у мировању због силе инерције. Ово узрокује да се сензорне длачице склоне удесно.
Ако се ротација одржава константно, течност почиње да се креће све више и више због унутрашњег трења све док чулне длачице више не доживљавају отклон. Константна ротација се више не перципира након око 30 секунди 
Ако се ротација заустави, течност наставља да се креће у смеру казаљке на сату због силе инерције. Сензорне длачице су скренуте улево и пријављују ротацију у смеру супротном од казаљке на сату која не постоји. 
Овај ефекат је посебно изражен у одсуству визуелне референце. Ротациона вртоглавица описана горе се такође повећава продуженом константном ротацијом.

### Дезоријентација након заустављања константне ротације
Овај ефекат се објашњава интеракцијом вестибуларног и визуелног система ( вестибуло-окуларни рефлекс ). Обично се информације из полукружних канала користе за аутоматско прилагођавање поравнања очију покрету, иначе не би било оштрог визуелног утиска када се глава помера.  Након константне ротације, очи покушавају да надокнаде уочену, али непостојећу ротацију. То доводи до оштећења вида, вртоглавице и потешкоћа у координисаном кретању.

## Значај Кориолисове илузије у ваздухопловству
Пилоти лишени визуелних референци током летења могу брзо да изгубе контролу над авионом и подлегну једном од највећих убица опште авијације: просторној дезоријентацији. Док се физиологија и опасности од просторне дезоријентације поучавају током примарне и инструменталне обуке летења, пилоти и даље могу погрешно разумети просторну дезоријентацију и како се носити са њом. Јеадн облика просторне дезорјентације  током које пилоти могу да изгуне контролу над свионом ке и Кориолисова илузија.
Кориолисова илузија је узрок просторне дезоријентације пилота:
- Приликом окретања у облацима (без визуелне референце), перцепција ротације се губи. Приликом изласка из окрета назад у прави лет, пилот осети окретање у супротном смеру и - ако се не ослања првенствено на екране својих инструмената - усмерава се назад у првобитни смер ротације.
- Ако пилот мора да окрене главу нагоре или надоле да би очитао своје инструменте током окретања, може доћи до мучнине и може се пореметити очитавање дисплеја инструмената,
- Ако се услови видљивости погоршају током лета и пилот не пређе благовремено са визуелне референце на летење према дисплејима инструмената.

Имајући ово у виду Кориолисова илузија или Кориолисов ефекат забрињава пилоте, јер може код њих изазвати екстремну дезоријентацију.  Студија из 1954. показала је да пилот може изгубити просторну оријентацију након само три минута лета авионом без визуелне референце.  Кориолисова илузија је посебан изазов у акробатици и војној ловачкој авијацији, јер различити маневри лета укључују изражене ротационе покрете. 
Овај ефекат дешава када пилоти убрзавају своје авионе и тада непрестано морају да проверавају авионске инструменте, што често укључује померање главе у разним смеровима. Ово је посебно опасно за пилота у току летења, јер може да створи лажан осећај  (илузија) да се истовремено нагињу, завијају и котрљају.  У екстремним ситуацијама, ова врста илузије  може довести до тога да пилот изгуби контролу над авионом.